# Aethomys
Az Aethomys az emlősök (Mammalia) osztályának a rágcsálók (Rodentia) rendjébe, ezen belül az egérfélék (Muridae) családjába tartozó nem.
Egyes rendszerezők a Micaelamys-fajokat még mindig ebbe a nembe helyezik.

## Rendszerezés
A nembe az alábbi 9 faj tartozik:
- Aethomys bocagei Thomas, 1904
- Aethomys chrysophilus de Winton, 1897
- Aethomys hindei Thomas, 1902 - típusfaj
- Aethomys ineptus Thomas & Wroughton, 1908
- Aethomys kaiseri Noack, 1887
- Aethomys nyikae Thomas, 1897
- Aethomys silindensis Roberts, 1938
- Aethomys stannarius Thomas, 1913
- Aethomys thomasi de Winton, 1897